# سيد عزمي
سيد عزمي (5 أغسطس 1938 - 2 نوفمبر 2011)، ممثل مصري. اشتهر منذ بداية الثمانينيات بأداء شخصية بقلظ في برنامج الأطفال الشهير مع الإعلامية نجوى إبراهيم، اتخذت مسيرته التلفزيونية شكلاً مختلفاً وهاماً حين أصبح جزءاً أساسياً في شراكة طويلة الأمد مع الكاتب الكبير أسامة أنور عكاشة في أغلب أعماله، مثل الشهد والدموع، والراية البيضا، وأرابيسك، وزيزينيا، وحتى المصراوية (مسلسل)المصراوية الذي كان آخر الأعمال التي كتبها الراحل الكبير، وبالطبع دور «الريس زكريا» في المسلسل الملحمي ليالي الحلمية الذي امتد عرضه عبر خمسة أجزاءبرنامج الأطفال صباح الخير ومساء الخير وأجمل الزهور وعدة مسرحيات للاطفال من قصر الثقافة ومسلسل أبو العلا البشرى وعابر سبيل

## أعماله
قام بتمثيل (34 عمل)
1. 1. بوجي وطمطم (ج)2 - مسلسل 2009
2. 2. المصراوية (ج2) - مسلسل 2009
3. 3. العندليب - مسلسل 2006 الشيخ حسن الهضيبي
4. 4. عفاريت السيالة - مسلسل 2004
5. 5. كناريا وشركاه - مسلسل 2003
6. 6. الأصدقاء - مسلسل 2002 أحد العمال بقرية رأفت الغندور
7. 7. زيزينيا (ج2) - مسلسل 2000 مرشدي
8. 8. أم كلثوم - مسلسل 1999 محمد بهجت
9. 9. لما التعلب فات - مسلسل 1999
10. 10. حكاية بلا بداية ولا نهاية - مسلسل 1997
11. 11. زيزينيا (ج 1) - مسلسل 1997 مرشدي
12. 12. اهالينا - مسلسل 1996
13. 13. خالتي صفية والدير - مسلسل 1995
14. 14. إنذار بالطاعة - فيلم 1993 سيد
15. 15. ومازال النيل يجري - مسلسل 1993
16. 16. بوجي وطمطم و اسرار جحا - 1993 زيكو
17. 17. ارابيسك - مسلسل 1992 فؤاد ابن عم حسن النعماني
18. 18. رأفت الهجان (ج3) - مسلسل 1991
19. 19. رأفت الهجان (ج2) - مسلسل 1990 سهيل باتع
20. 20. ليالي الحلمية (ج3) - مسلسل 1989 أسطى زكريا أحد عمال مصنع الحلمية
21. 21. الرايا البيضا - مسلسل 1989
22. 22. الحب وأشياء أخرى - مسلسل 1989
23. 23. ليالي الحلمية (ج2) - مسلسل 1988 زكريا
24. 24. الراية البيضا - مسلسل 1988
25. 25. بوجي وطمطم و الفيل الجميل - 1988 زيكو
26. 26. ليالي الحلمية (ج1) - مسلسل 1987 زكريا
27. 27. وادرك شهريار الصباح - مسلسل 1985 السواق مدبولي
28. 28. دوامة الحياة - مسلسل 1985
29. 29. الشهد و الدموع (الجزء الثاني) - مسلسل 1984
30. 30. سيرك يا دنيا - مسرحية 1982
31. 31. أبواب المدينة (الجزء الثاني) - مسلسل 1982 عطوة
32. 32. أبواب المدينة (الجزء الأول) - مسلسل 1980 عطوة
33. 33. أبنائي الأعزاء..شكراً - مسلسل 1979
34. 34. البرنسيسة - مسرحية

## وفاته
توفى بتاريخ 2 نوفمبر 2011 عن عمر ناهز ال73 بعد معاناة مع مرض السرطان.

## روابط خارجية
- سيد عزمي على موقع الدهليز
- سيد عزمي على موقع قاعدة بيانات الأفلام العربية